# Estivaux
Estivaux település Franciaországban, Corrèze megyében. Lakosainak száma 408 fő (2022. január 1.). Estivaux Allassac, Orgnac-sur-Vézère, Perpezac-le-Noir, Saint-Bonnet-l’Enfantier, Vigeois és Voutezac községekkel határos.

## Népesség
A település népességének változása:
| Lakosok száma | 443  | 371  | 340  | 367  | 388  | 416  | 434  | 419  | 412  | 408  |
|               | 1968 | 1982 | 1990 | 2006 | 2013 | 2015 | 2017 | 2019 | 2020 | 2022 |